# Movimento Palavra de Fé
Movimento Palavra de Fé ou Movimento Fé foi um movimento inspirado nos ensinamentos de E. W. Kenyon, e desenvolvido por Kenneth Hagin, que formou um movimento evangelístico pentecostal que influenciou uma ampla gama de famosos pregadores.

## História

### Antecedentes
Para a psiquiatra Pauline Wanjiru Ng'ang'a, professora da Universidade de Nairóbi, a teologia da Palavra da Fé tem suas raízes no Movimento do Novo Pensamento: um culto metafísico (além do físico) do século XIX, fundado por Phineas Parkhurst Quimby (1802-1866). Quimby foi um curandeiro mental americano que também se interessou por ocultismo, parapsicologia e hipnose.
Assim, conforme Wanjiru Ng'ang'a, o movimento sustentava a crença de que você atrai aquilo em que pensa. O que significa dizer que se você tiver pensamentos positivos, esses pensamentos ativarão a lei universal da atração e trarão coisas positivas para você, e vice-versa. 
Neste sentido, Wanjiru Ng'ang'a explica que Phineas Quimby ensinava que doenças e enfermidades eram resultado de pensamentos negativos. Portanto, a cura poderia ser alcançada fazendo o oposto, praticando o pensamento positivo.

### Inicio
Na segunda metade do século XX, Essek William Kenyon, um pastor metodista que mais tarde se converteu ao pentecostalismo, estudou as crenças metafísicas de Quimby. Ele então decidiu mesclar as crenças metafísicas com suas inclinações pentecostais, incorporando-as ao seu ministério de cura.
Essa fusão do pentecostalismo com os ensinamentos metafísicos deu origem a uma teologia que hoje chamada de Palavra da Fé. 
Consequentemente, os ensinamentos de Kenyon tiveram um grande impacto em Kenneth Erwin Hagin (1917-2003), bem conhecido por seus ensinamentos da Palavra da Fé.  Embora ele atribua seus ensinamentos às revelações de Jesus,  um bom número de estudiosos concorda que Hagin foi fortemente influenciado pelos escritos de Kenyon porque muito de seu trabalho e sermões demonstraram incluir plágio de seus escritos.
No entanto, seus ensinamentos foram o que tornou o movimento Palavra da Fé o que é hoje. Aliás, muitos carismáticos se referem a ele como "Pai Hagin" devido à extensão do seu impacto no movimento como um todo.
Entre os professores que foram muito inspirados por Hagin hoje estão Kenneth Copeland e Benny Hinn. Eles, por sua vez, tiveram um grande impacto em outros professores como Jesse Duplantis e muitos outros.
É possível ver claramente o efeito cascata porque muitos dos principais pregadores da prosperidade que vemos no Ocidente e na África hoje tiram inspiração diretamente de Hagin, Kenneth Copeland e Hinn, de uma forma ou de outra.

## Ensinamentos
No centro do movimento Palavra da Fé está a ideia de que a fé é uma "força". A força da fé é vista como um poder que pode ser usado para criar coisas. Portanto, eles ensinam que Deus usou a força da fé para falar e dar existência ao universo. 
A doutrina básica é a salvação através de Jesus Cristo e o que tal “salvação” implica. Ela está baseada nos ensinamentos de Jesus acerca do Reino de Deus e o estado que o homem pode receber através da expiação e sacrifício de Jesus Cristo. Esse estado de nova criatura ou novo ser, encontrado nas passagens bíblicas II Corintios 5:17 (“Pelo que, se alguém está em Cristo, nova criatura é; as coisas velhas já passaram; eis que tudo se fez novo”), e Gálatas 6:15 (“Porque, em Cristo Jesus, nem a circuncisão nem a incircuncisão têm virtude alguma, mas sim o ser uma nova criatura”), pode ser recebido somente através da fé na Palavra de Deus.
Ela diverge de denominações cristãs tradicionais por enfatizar dizer, declarar, ou confessar versos encontrados na Bíblia, chamada "A Palavra de Deus". A crença é que se alguém crê na Palavra de Deus e o confessa, então o crente deverá receber aquilo que confessa. Esse ato de acreditar e dizer está descrito por Jesus em Marcos 11:22 (“Respondeu-lhes Jesus: Tende fé em Deus”) e Marcos 11:23 (“Em verdade vos digo que qualquer que disser a este monte: Ergue-te e lança-te no mar; e não duvidar em seu coração, mas crer que se fará aquilo que diz, assim lhe será feito”). O termo palavra de fé é derivado da passagem bíblica Romanos 10:8, que diz: “Mas que diz? A palavra está perto de ti, na tua boca e no teu coração; isto é, a palavra de fé, que pregamos”.
Kenyon foi autor de dezoito livros que são considerados usuais ainda hoje por defensores do Movimento Fé. Foi tão influente na característica de pregação moderna do pentecostalismo que ainda hoje pode ser ouvida nas pregações modernas uma frase por ele cunhada: "O que eu confesso, eu possuo".  Posteriormente os pentecostais tradicionais usaram uma variação dessa expressão para dizer o mesmo: o homem "deve declarar a benção", enquanto que os neopentecostais usam uma expressão semelhante à cunhada por Kenyon: "o fiel deve determinar a posse da benção". Expressões como essa refletem a base de sustentação do movimento.